# Sikandar Lodi
Sikandar Lodi (mort 21 de novembre de 1517), nascut Nizam Khan, fou el segon governant de la dinastia Lodi, afganesa, que va regnar sobre el Sultanat de Delhi de 1489 a 1517.

## Biografia
Es convertí en soldà a la mort del seu pare, Bahlul Shah Lodi, el 17 de juliol de 1489. La seva pujada al poder el va enfrontar amb el seu germà gran, el virrei del sultanat de Jaunpur Barbak Shah, que va reclamar el tron malgrat el nomenament del seu pare en favor de Sikandar. Tanmateix va reclamar el tron per una delegació interposada i va poder evitar un enfrontament sagnant. De fet Sikandar va permetre al seu germà continuar governant Jaunpur, mentre resolgué altres diferències amb un oncle, Alam Khan, al que considerava també sospitós de voler usurpar el tron. El 1593 finalment es va apoderar de Jaunpur.
Sikandar demostrà que era un governant capaç, que era amable amb els seus súbdits musulmans, però era extremadament dur amb els hindús. Expandí el territori Lodi amb regions de Gwalior i Bihar i va fer un tractat amb Ala al-Din Husayn Xah de Bengala. Va mantenir els seus nobles afganesos natius sota el seu control, i va fomentar el comerç en les seves possessions. El 1503 va encarregar la construcció de la ciutat actual d'Agra. Entre els canvis administratius fets per Sikandar Lodi hi ha la declaració del persa com la llengua oficial per a la comptabilitat a l'Índia.
Sikandar Lodi va intentar conquerir la fortalesa de Gwalior, i la va atacar 5 vegades, però va fracassar totes elles davant el raja de Gwalior Maharaja Mansingh. Va desenvolupar Agra com la seva segona capital (després de Delhi), ja que es tardava molt de temps de viatjar de Delhi a Gwalior. Finalment va atacar una regió petita, prop de Gwalior, anomenada Narwar, i va mantenir el setge durant 11 mesos a les portes del fort de Narwar; després d'11 mesos quan la gent de l'interior ja no tenia res per menjar, es van rendir a Sikandar. Una vegada més va atacar Gwalior, i fou derrotat per Maharaja Mansingh i la seva muller Mrignayani.
Va morir el 21 de novembre de 1517 i la seva elaborada tomba es trona als anomenats Jardins de Lodi, a Delhi.